# Георгий Ярославович
Георгий Ярославич — князь муромский, предположительно, сын князя Ярослава Георгиевича. Местночтимый муромский святой. День памяти — 23 июня (6 июля) (Собор Владимирских святых).

## Биография
В летописной статье под 1351 годом говорится, что Георгий «обнови град свой, отчину свою Муром, запустевший отдавна, от первых князей» и поставил двор свой в городе. Его примеру последовали бояре и вельможи, купцы и чёрные люди. Храмы при этом князе были обновлены и снабжены иконами.
В 1354 году на Муром напал князь Фёдор Глебович, который изгнал Георгия из города и сам сел на Муромском княжении. Фёдор Глебович в том же 1354 году в сопровождении многих муромцев отправился в Орду, вероятно, для санкционирования своего захвата ханской властью. Спустя неделю в Муром явился Георгий и, собрав, как говорит летопись, «остаточные люди», также пошел в Орду судиться с Фёдором, «и бысть велик суд» перед ордынскими князьями. Федор выиграл дело: Муромское княжество отдано было ему, в его же распоряжение выдан был и Георгий, которого новый муромский князь держал в заточении.
Умер примерно в 1355 году.

## Иконография
На иконе «Житие Константина, Михаила и Феодора» из Благовещенского монастыря (ныне в музее) изображён с нимбом. Под изображением надпись «Святой благоверный князь Георгий».